# Sapromyza delicatula
Sapromyza delicatula är en tvåvingeart som beskrevs av Blanchard 1852. Sapromyza delicatula ingår i släktet Sapromyza och familjen lövflugor. Inga underarter finns listade i Catalogue of Life.